# Rezolucja Rady Bezpieczeństwa ONZ nr 1744
Rezolucja Rady Bezpieczeństwa ONZ nr 1744 została uchwalona 20 lutego 2007 podczas 5633. posiedzenia Rady.
Najważniejszym postanowieniem rezolucji jest udzielenie Unii Afrykańskiej autoryzacji na utworzenie misji pokojowej w Somalii w trybie rozdziału VIII Karty Narodów Zjednoczonych pod nazwą AMISOM. Długość jej mandatu zostaje określona na sześć miesięcy z możliwością przedłużenia. Rada nakazuje także sekretarzowi generalnemu, aby udzielił wsparcia technicznego tymczasowym władzom Somalii i aby w ciągu 60 dni przygotował raport odnośnie do możliwości wysłania do Somalii misji pokojowej ONZ. 